# エゾオコジョ
エゾオコジョ（学名：Mustela erminea orientalis）は、イタチ科イタチ亜科イタチ属オコジョ種の亜種で、北海道に生息するオコジョである。
俗称は「蝦夷鼬」（えぞいたち）。
本種とホンドオコジョとの主な相違点は躯体の大きさで、本種の方が大きい。

## 分布
北海道の山岳地帯。1930年代までは平野部でも生息。平野部での個体数減少の原因は乱獲。本種は準絶滅危惧種（NT）に指定されている。

## 保護上の位置付け
準絶滅危惧（NT）（環境省レッドリスト）

## 特徴
成獣の大きさはオスとメスで異なり、体長はオスが約24cm、メスが約22cm。尾長はオスが約70 - 90mm、メスが約70mm。耳長はオスが約13 - 20mm、メスが約13mm。毛色は、下顎から腹部にかけては1年を通して白色。尾の先端は1年を通して黒色。それ以外の部位の毛色は夏毛と冬毛で異なり、夏毛は茶系色、冬毛は白色。換毛期は、夏毛への換毛は4月から5月にかけて、冬毛への換毛は10月から11月にかけての期間。歯数は、切歯が上6本下6本、犬歯が上2本下2本、前臼歯が上6本下6本、後臼歯が上2本下4本、合計34本。乳頭数は4対8個。指趾数（指の数）は、前肢が5本、後肢が5本、合計20本。

## 生態
本種は冬眠はしないで1年中活動し、その活動時間帯は特に定まっておらず、昼夜活動する。繁殖期以外は基本的に単独で行動する。
巣は、既存の穴や隙間を使用する。
食性は主に動物食で、ナキウサギやエゾシマリスなど。また、ヤマグワやサクラ、ヤマブドウ、マタタビ、コクワ（サルナシ）の実などの植物質のものも食べる。

### 繁殖と子オコジョの独立
交尾期は5月から6月にかけてで、出産は翌年の4月から5月にかけて。これは交尾してから受精卵が子宮壁に定着するまでに時間的な遅れが生じるためである。妊娠期間自体は3週間から4週間で、巣穴で出産する。子育てはメスだけで行う。新生子には産毛がある。視力と聴力はまだない。生後約5週目で視力を得て、同時期に離乳する。生後12週目から幼獣自身で餌を捕獲するようになり、親離れする。翌年には繁殖できる個体が多い。